# Karl Hertel
Karl Hertel war ein deutscher Ringer. Er rang beim ASV Hof. Sein größter Erfolg ist der Vizeweltmeistertitel 1911 in Dresden.

## Erfolge
- 1911, 2. Platz, inoffizielle WM, Dresden, über 85 kg, hinter Hermann Gäßler, Deutschland und vor Barend Bonnevald, Holland
- 1913, 3. Platz, WM, Breslau, über 82 kg, hinter Anders Ahlgren, Schweden und Jakob Neser, Deutschland